# 馬士偉
馬士偉（1874年—1935年），山东省长山县丁旺庄（今属山东省邹平县）人，又名马冠英，中华民国大陆时期会道门“一心堂”、“一心天道龙华圣教会”的创立者。
1913年（民国二年），木匠出身的馬士偉加入圣贤道。两年后，江南的赵乾坤杨和尚、铜道士说他是新圣人。他于是蓄全发，隐居自家南屋三年。1917年，他创立“大灵山”“一心堂”等组织，将房产变卖，招收道徒。1923年，聚集道众五百人。1924年，通过其姑父申光耀联系上海红十字会会长颜惠庆，他担任中国红十字会长山县分会会长。开始兴学修路。1928年，召集信徒二千余人，分布在山东、山西、河南、河北、江苏、安徽、黑龙江、福建等地，并且训练武装。1929年2月2日，黄沙会首朱智静、红枪会首牛宝山投靠马士伟，马士伟在长山县北丁王庄自立为皇帝，自称为朱元璋的后代朱宗光，建立“新明国”（《中华民国史事日志》作“黄大”），以大丁旺村为天京，以长山县为京畿。改元为熙顺元年（《国民政府公报》作“天运”），设立军机大臣、外务大臣、财政大臣、四宰相、六部、九卿等官职。8月，山东省政府主席陈调元密令第46师137旅旅长丁翰东会同山东警备军第1旅旅长陈孝思进剿。8月7日，丁部占领丁王庄，马士伟潜逃至大连。1930年，转至五台山。1932年，在北京组织“普化救世佛教会”，拉吴佩孚、张宗昌等名人入会。张宗昌遇刺后，他再次逃入五台山，自称上帝、无生父母。1933年，来到天津，成立“一心天道龙华圣教会”。勾结日本特务后，改称“大东亚佛教联合总会”。自任会长，下设八大组，自称活佛、孔子转世。1935年10月，馬士偉病故，他的其子马贾氏宣称其夫借自己的身体还阳。在日本人的支持下，继续开展活动。抗战胜利后，改名“中华慈善救济会”。中华人民共和国成立后，将其组织取缔。其菏泽办事处负责人刘风月在1951年1月，计划暴乱，被中共菏泽专署镇压。